# Ahmed Kutucu
Ahmed Kutucu (Gelsenkirchen, 1 de marzo de 2000) es un futbolista alemán nacionalizado turco que juega en la demarcación de delantero para el Galatasaray S. K. de la Superliga de Turquía.

## Biografía
Tras formarse como futbolista en el Rot-Weiss Essen, en 2012 pasó a la disciplina del FC Schalke 04. Allí empezó a subir de categoría hasta que en 2018 debutó con el primer equipo el 11 de diciembre de 2018, haciendo su debut como profesional en un encuentro de la Liga de Campeones de la UEFA contra el Lokomotiv de Moscú tras sustituir en el minuto 72 a Cedric Teuchert.
En enero de 2021 abandonó el club de su ciudad natal para jugar cedido en el Heracles Almelo lo que restaba de temporada. Tras regresar al conjunto minero, en julio de ese mismo año se marchó al Estambul Başakşehir F. K. firmando un contrato de cuatro años de duración. Después de media temporada en Turquía regresó a Alemania para jugar cedido en el S. V. Sandhausen. Tras esta cesión fue fichado por el Eyüpspor.
En la campaña 2023-24 marcó catorce tantos en 21 encuentros de la TFF Primera División y ayudó al Eyüpspor a ascender a la Superliga de Turquía. En esta categoría anotó ocho goles antes de ser traspasado al Galatasaray S. K. en enero de 2025.

## Selección nacional
Tras haber sido internacional en categorías inferiores, el 17 de noviembre de 2019 debutó con la selección absoluta de Turquía en el partido de clasificación para la Eurocopa 2020 que los turcos vencieron por 0-2 ante Andorra.

## Clubes
| Club                      | País         | Año       | Partidos | Goles |
| ------------------------- | ------------ | --------- | -------- | ----- |
| F. C. Schalke 04 II       | Alemania     | 2019      | 1        | 2     |
| F. C. Schalke 04          | Alemania     | 2018-2021 | 52       | 6     |
| Heracles Almelo (cedido)  | Países Bajos | 2021      | 15       | 0     |
| Estambul Başakşehir F. K. | Turquía      | 2021-2022 | 4        | 1     |
| S. V. Sandhausen (cedido) | Alemania     | 2022-2023 | 34       | 4     |
| Eyüpspor                  | Turquía      | 2023-2025 | 42       | 23    |
| Galatasaray S. K.         | Turquía      | 2025-     | 18       | 2     |

## Palmarés

### Títulos nacionales
| Título               | Club              | País    | Año  |
| -------------------- | ----------------- | ------- | ---- |
| Copa de Turquía      | Galatasaray S. K. | Turquía | 2025 |
| Superliga de Turquía | Galatasaray S. K. | Turquía | 2025 |